# Liagorothamnion
Liagorothamnion, monotipski rod crvenih algi iz porodice Atractophoraceae. Jedina vrsta je rijetka morskla alga L. mucoides iz zapadnog Atlantika (Portoriko u Antilima). Tipski lokalitet je greben Media Luna Reef.

## Vanjske poveznice
- Liagorothamnion mucoides gen. et sp. nov. (Ceramiaceae, Rhodophyta) from the Caribbean Sea

|  | Zajednički poslužitelj ima još gradiva o temi Liagorothamnion |
|  | Wikivrste imaju podatke o taksonu Liagorothamnion             |